# Rascló oriental
El rascló oriental (Rallus indicus) és una espècie d'ocell de la família dels ràl·lids (Rallidae) sovint considerat una subespècie del rascló comú. Habita zones humides del nord de Mongòlia, Sibèria oriental, nord-est de la Xina, Corea i nord del Japó. Anteriorment es considerava una subespècie del rascló occidental.

## Descripció
El rascló oriental es diferencia del rascló occidental (Rallus aquaticus) per ser lleugerament més petit, per les parts superiors més pàl·lides, les parts inferiors amb tocs marrons i una franja marró a través de l'ull. En comparació amb R. a. korejewi, és més fosca a la part superior, té el pit més marró, la gola blanca i una franja ocular marró més evident.
El reclam és força diferent del del rascló occidental. El de festeig, que el fa durant tot l'any, és més llarg i clar que el del occidental. El cant és una sèrie de notes metàl·liques lligades, aproximadament dues per segon, i repetides després d'una breu pausa. El rascló oriental no respon als reclams enregistrats del occidental R. a. aquaticus.
Al Japó, el pes mitjà dels nius de R. indicus assecats pel vent era de 95 g.

## Distribució i hàbitat
L'espècie és principalment migratòria, i hiverna al sud del Japó, a l'est de la Xina i al nord de Borneo. És poc comuna a la zona nord de Bangladesh, Myanmar, Laos, i al nord i centre de Tailàndia, i normalment no arriba més al sud del sud-est asiàtic continental.
S'ha registrat migradors a Sri Lanka en el passat, tot i que a l'Índia continental es troben principalment a les regions del nord, amb alguns registres des de llocs tant al sud com Bombai. En arribar a l'Índia, hi ha rasclons que estan tan esgotats que es poden capturar a mà. Els ocells reproductors de l'illa japonesa de Hokkaido migren principalment cap al sud, inclosa Corea, però alguns romanen durant l'hivern als aiguamolls costaners de Honshu.

## Sistemàtica
Les vocalitzacions són diferents del rascló occidental, i ara se li dona l'estatus d'espècie completa, tot i que el seu comportament, niu i ous són idèntics als d'altres subespècies de rascló occidental.
A més del plomatge distintiu, té vocalitzacions molt diferents de les del rascló occidental, i es va considerar una espècie separada en obres primerenques, inclosa la primera edició (1898) de Fauna of British India, però més tard va ser degradada a subespècie per E. C. Stuart Baker a la segona edició (1929). Va ser restaurada com a espècie completa, R. indicus, per Pamela Rasmussen a la seva obra Birds of South Asia (2005). Rasmussen, una experta en ocells asiàtics, també va canviar el nom de les altres espècies com el rascló occidental.
El tractament actual ha anat guanyant acceptació i es segueix a Birds of Malaysia and Singapore (2010). Un estudi de filogènia molecular del 2010 va sostenir encara més la possibilitat d'un estatus específic per al que fins llavors era Rallus aquaticus indicus, que s'estima que va divergir de les formes occidentals fa uns 534.000 anys. L'article també suggeria que les diferències entre les subespècies de R. aquaticus eren clinals i que totes s'haurien de fusionar amb R. a. aquaticus.